# ファージディスプレイ
ファージディスプレイ（Phage display）とは、タンパク質間相互作用あるいはタンパク質とその他標的物質との相互作用を検出する方法の一つである。バクテリオファージに遺伝子を組み込んでその表面に発現させ、標的との結合を指標として相互作用を検出する。トゥーハイブリッド法に似た点もあるが、よりスクリーニングに適している。
ディスプレイされたタンパク質とそれをコードする遺伝子とがファージ粒子という形で一対一に対応し、目的の遺伝子が容易に得られ増やせるのが特長である。現在では同様にタンパク質と遺伝子が一対一に得られる方法としてインビトロウイルス法やリボソームディスプレイ法もあるが、これらの中で最初に開発され、現在も盛んに用いられている方法である。
重要な応用として、多数の遺伝子を含むライブラリの中から特定の標的に結合するものを選抜・濃縮することができる。これはタンパク質の人工的”進化”にも応用できるので、自然選択（Natural selection）になぞらえてアフィニティセレクション（親和性選択：Affinity selection）またはインビトロセレクション（In vitro selection）という。

## 方法
ファージとしてはM13ファージ、fdファージなどが用いられる。例えば、M13ファージの場合、目的のタンパク質またはペプチドをコードするDNAをコートタンパク質pIIIまたはpVIII遺伝子に連結する。このファージの遺伝子を大腸菌に形質転換し発現させる。さらにファージ粒子を形成させるために正常なpIII・pVIIIを持つヘルパーファージを感染させれば、目的のタンパク質をディスプレイしたファージ粒子が放出される。最近ではヘルパーファージでなくpIII・pVIIIを発現する大腸菌を利用する方法もある。
アフィニティセレクションでは、標的物質をマイクロタイタープレートの表面などに固定化しておき、そこにファージを含む液を加えて反応させ、さらに洗う。すると結合したファージは残り他のものは洗い流される。結合したファージを溶出して回収し、これをヘルパーファージとともに大腸菌に感染させて増やす。これを繰り返せば次第に強く結合するファージが濃縮されていく。この過程を「砂の中から砂金を洗い出すこと」になぞらえパンニング（panning）と呼ぶ。

## 用途
ある生物から作製したDNAライブラリを使って特定のタンパク質やDNAと相互作用するタンパク質を探索するのに広く用いられる。
タンパク質間相互作用の網羅的な解明にも利用できるが、この目的には偽陽性のより少ないトゥーハイブリッド法を用いることが多い。
抗原に対して動物への免疫やハイブリドーマを用いずに、ファージディスプレイで抗体遺伝子のライブラリからモノクローナル抗体を得る方法も開発されている。
このほか、種々の改変を加えたタンパク質や、さらにはランダムなアミノ酸配列をコードするライブラリを使って標的に結合するタンパク質・ペプチド（ペプチドアプタマー）を人工的に改良または創成する（人工的進化）のにも用いられている。